# Elli Jessen-Somann
Elli Jessen-Somann (* 24. Oktober 1904; † 23. August 1993) war eine deutsche Schauspielerin und Hörspielsprecherin.

## Leben
Über das Leben der 1904 geborenen Elli Jessen-Somann sind nur lückenhafte Informationen vorhanden. Eine erste Bestätigung als Theaterschauspielerin ist bei der 1933 erfolgten Gründung der Niederdeutschen Bühne in Güstrow durch Hans Detlef Jessen zu erfahren. Für die DEFA und das Fernsehen der DDR stand sie mehrfach vor der Kamera und für den Rundfunk der DDR wirkte sie als Hörspielsprecherin.
Elli Jessen-Somann starb 1993 im Alter von 88 Jahren und war die Mutter des Schauspielers Uwe-Detlev Jessen, der bereits im Alter von sechs Jahren mit ihr gemeinsam in Güstrow auf der Bühne stand.

## Filmografie
- 1964: Als Martin vierzehn war
- 1975: Geschwister (Fernsehfilm)
- 1977: Viechereien (Fernsehfilm)
- 1977: Trampen nach Norden (Fernsehfilm)
- 1977: Eine vollkommen erlogene Geschichte (Fernsehfilm)
- 1978: Oh, diese Tante (Fernsehfilm)
- 1979: Einfach Blumen aufs Dach
- 1980: Alma schafft alle (Fernsehfilm)
- 1980: Don Juan – Karl-Liebknecht-Str. 78
- 1981: Martin XIII. (Fernsehfilm)
- 1982: Märkische Forschungen
- 1982: Das Mädchen und der Junge (Fernsehfilm)
- 1983: Märkische Chronik (Fernsehserie, 2 Episoden)
- 1989: Märkische Chronik (Fernsehserie, 1 Episode)

## Theater
- 1947: Ingeborg Andresen: Blaue Amidaam – Regie: ? (Niederdeutsche Bühne Wismar)

## Hörspiele
- 1970: Heinrich Alexander Stoll: Der Riesenbackofen (alte Frau) – Regie: Detlef Kurzweg (Kinderhörspiel aus der Reihe Sagen aus Mecklenburg – Rundfunk der DDR)
- 1970: Heinrich Alexander Stoll: Bauer Bernd und die wilde Jagd (alte Frau) – Regie: Detlef Kurzweg (Kinderhörspiel aus der Reihe Sagen aus Mecklenburg – Rundfunk der DDR)
- 1977: Jan Flieger: Die Mühle am Moor (Großmutter) – Regie: Detlef Kurzweg (Kinderhörspiel – Rundfunk der DDR)